# Forma di Nielsen
La Forma di Nielsen è una rappresentazione alternativa delle equazioni di Lagrange del I tipo, che vengono scritte come
{\displaystyle {\partial {\dot {T}} \over \partial {{\dot {q}}_{j}}}-2{\partial {T} \over \partial q_{j}}=Q_{j}}
La dimostrazione dell'equivalenza si ottiene utilizzando la regola della catena. Infatti, detta {\displaystyle \delta _{ij}} la delta di Kronecker, dalle equazioni di Lagrange del I tipo:
{\displaystyle Q_{j}={\mathrm {d}  \over \mathrm {d} t}\left({\partial T \over \partial {\dot {q}}_{j}}\right)-{\partial T \over \partial q_{j}}=}
{\displaystyle =\sum _{i}\left[{\partial  \over \partial q_{i}}{\partial T \over \partial {\dot {q}}_{j}}{\dot {q}}_{i}+{\partial  \over \partial {\dot {q}}_{i}}{\partial T \over \partial {\dot {q}}_{j}}{\ddot {q}}_{i}\right]-{\partial {T} \over \partial q_{j}}=}
{\displaystyle =\sum _{i}\left[{\partial  \over \partial {\dot {q}}_{j}}\left({\partial T \over \partial q_{i}}\right){\dot {q}}_{i}+{\partial  \over \partial {\dot {q}}_{j}}\left({\partial T \over \partial {\dot {q}}_{i}}\right){\ddot {q}}_{i}\right]+{\partial T \over \partial q_{j}}-2{\partial {T} \over \partial q_{j}}=}
{\displaystyle =\sum _{i}\left[{\partial  \over \partial {\dot {q}}_{j}}\left({\partial T \over \partial q_{i}}\right){\dot {q}}_{i}+{\partial T \over \partial q_{i}}\delta _{ij}+{\partial  \over \partial {\dot {q}}_{j}}\left({\partial T \over \partial {\dot {q}}_{i}}\right){\ddot {q}}_{i}+{\partial T \over \partial {\dot {q}}_{i}}{\partial {\ddot {q}}_{i} \over \partial {\dot {q}}_{j}}\right]-2{\partial {T} \over \partial q_{j}}=}
{\displaystyle ={\partial  \over \partial {\dot {q}}_{j}}\sum _{i}\left[{\partial T \over \partial q_{i}}{\dot {q}}_{i}+{\partial T \over \partial {\dot {q}}_{i}}{\ddot {q}}_{i}\right]-2{\partial {T} \over \partial q_{j}}=}
{\displaystyle ={\partial {\dot {T}} \over \partial {{\dot {q}}_{j}}}-2{\partial {T} \over \partial q_{j}}}
utilizzando le relazioni:
{\displaystyle {\partial {\ddot {q}}_{i} \over \partial {\dot {q}}_{i}}=0}
{\displaystyle {\partial  \over \partial {\dot {q}}_{j}}{\partial T \over \partial q_{i}}={\partial  \over \partial q_{i}}{\partial T \over \partial {\dot {q}}_{j}}}
{\displaystyle {\partial  \over \partial {\dot {q}}_{j}}{\partial T \over \partial {\dot {q}}_{i}}={\partial  \over \partial {\dot {q}}_{i}}{\partial T \over \partial {\dot {q}}_{j}}}.